# 阪神国道電軌1形電車
阪神国道電軌1形電車（はんしんこくどうでんき1がたでんしゃ）は、阪神国道電軌が1927年7月の国道線開業に際して製造した路面電車車両で、同社が1928年4月に阪神電気鉄道に合併されたことから、そのまま同社の併用軌道線1形となったものである。

## 概要
1形は1927年の国道線開業時に合計30両製造された。その内訳は、1 - 10が藤永田造船所、11 - 20が田中車輛、21 - 30が大阪鉄工所でそれぞれ10両ずつ製造されている。
車体は全長12.6m、車体幅約2.4m、自重17.6t、側面窓配置は1D 10 D1（D：客用扉、数字：側窓数）で初期の鋼製車らしくリベットが目立つ鋼製の低床ボギー車で、前面は標準的な3枚窓であったが、角部が面取りされており、単純な平面ではなかった。この前面デザインは翌年登場した新設軌道線の831形に継承されている。正面中央にエアインテークを、右側に行先方向幕を取り付け、窓下にはトロリーレトリバーと尾灯を取り付けていたが、ヘッドライトは脱着式であった。車内はロングシートで定員82名であった。
また、路面電車スタイルの低床車体ではあったが扉部分の床にステップがなくフラットであったため、扉の開閉と連動して動作するホールディングステップを備えており、後の併用軌道線車両共通の仕様となった。塗色は茶色で、車体中央に金属製の大きな社章が取り付けられ、前面の左右と側面ドア両側に楕円形のナンバープレートが取り付けられた。
台車及び電装品であるが、台車はその後阪神の併用軌道線で標準となった汽車製造製ボールドウィン64-20Rを装着し、主電動機は三菱電機製MB-162-LR（1時間定格出力29,8kW）を各台車に1基ずつ計2基搭載し（のちに一部車両は4基装架に強化）、制御器は同じく三菱電機製の直接式制御器であるKR-8で、これは当時の日本の路面電車の標準的な制御器であった。ブレーキ装置は601形と同じSME非常直通ブレーキを装備、こちらもその後の阪神の併用軌道線車両の標準装備となった。集電装置は、トロリーポールを装備していたが、国道線は北大阪線と異なり単架線だったため、当初より前後に各1基搭載で竣工している。

## 戦前の1形
1形は国道線の開業と同時に就役し、野田 - 東神戸間のロングランに従事したが、路面電車としては長距離かつ高速で走ることを要求されたために主電動機の出力不足とそれに起因する故障に悩まされ、増備車の31形では主電動機を4基装架に増強したほか、1933年以降には、モーターの電機子の巻線を二重から三重に強化して焼損事故の防止に努めた。1936年には着脱式だったヘッドライトを、固定式に改めて屋根上に取り付けた。戦時中の金属回収によってナンバープレートと社章を供出したほか、2本ある窓保護棒のうち1本も供出した。
1944年には10両の主電動機を換装のうえ4基搭載とし、同時に制御器も換装することを計画したが、戦時下の物資不足によって実施されることはなかった。

## 戦後の1形
併用軌道線の他形式に比べて出力の劣る1形は、戦後は運用の中心を国道線から甲子園線や単架線化された北大阪線にシフトした。この間、塗色を71形以降と同じベージュとマルーンのツートンカラーに変更、社章は側面左側のドア横に、ナンバーは正面右下と側面右側のドア横に記入された。1947年3月に浜田車庫内で30が事故焼失し、17も半焼した。17は側面下半分がノーリベットになって正面のウインドヘッダーが平らになった形で復旧したが、全焼した30は1953年に廃車された。
1949年には神戸方のトロリーポールをYゲルに変更、大阪方のポールは予備として残されたが、その後撤去された。保護棒も復旧されたほか、1950年ごろには尾灯を正面左窓上に移設した。1958年秋には22が新設軌道線の881形の一部車両同様、阪神パークで開催された科学博のPRのために、車体をイエロークリーム、屋根をグレーに塗装された。1960年代後半には使わなくなった行先方向幕を埋めたほか、27が車体更新を受けて17同様側面下半分がノーリベットとなった。
1954年12月15日の摂津車輌での火災で26が全焼、翌1955年に廃車となった。続いて1957年には4両を廃車、その後は併用軌道線の需要減に伴う減便に対して、余剰となった1形を廃車することで対応することとなり、1962年には4両を、1967年には3両、1970年と1971年には各2両、1972年には5両が廃車され、残った8両は1974年の国道線西灘 - 上甲子園間廃止時に全車廃車された。廃車後、浜田車庫内の牽引車として残った車両もあった。
併用軌道線の全線廃止後、車体更新を受けた27が甲子園阪神パークに保存された。パーク保存の際には車体表記を1に改めている。しかし、園内をリニューアルした1991年ごろに撤去されたため、現存しない。